# Plinia rara
Plinia rara là một loài thực vật có hoa trong Họ Đào kim nương. Loài này được Sobral miêu tả khoa học đầu tiên năm 1994.